# Biblioteca Elmer E. Rasmuson
La biblioteca Elmer E. Rasmuson es la biblioteca más grande del estado de Alaska. Se encuentra en la Universidad de Alaska Fairbanks. Se llama así en honor de Elmer E. Rasmuson, que apoyó su expansión.
Las colecciones incluyen la sección de Alaska y las regiones polares, que abarca libros y publicaciones periódicas, manuscritos históricos y fotografías, la colección de historia oral, periódicos, libros raros y mapas, y el Archivo de Cine de Alaska. La Biblioteca BioSciences es una sucursal de la biblioteca Rasmuson, ubicada en el Instituto de Biología Ártica.

## Historia
La biblioteca fue fundada en 1922 con menos de tres mil libros. Posteriormente, fue trasladada a su actual ubicación en 1969 y se sometió a una ampliación  en 1984.